# Dalzell (Karolina Południowa)
Dalzell – jednostka osadnicza w Stanach Zjednoczonych, w stanie Karolina Południowa, w hrabstwie Sumter.